# Alton (Illinois)
Alton és una ciutat a l'estat d'Illinois. Segons el cens del 2000 tenia 30.496 habitants.

## Demografia
Segons el cens del 2000, Alton tenia 30.496 habitants, 12.518 habitatges, i 7.648 famílies. La densitat de població era de 752,8 habitants/km².
Dels 12.518 habitatges en un 29,3% hi vivien nens de menys de 18 anys, en un 39,3% hi vivien parelles casades, en un 17,4% dones solteres, i en un 38,9% no eren unitats familiars. En el 33,3% dels habitatges hi vivien persones soles el 13,8% de les quals corresponia a persones de 65 anys o més que vivien soles. El nombre mitjà de persones vivint en cada habitatge era de 2,36 i el nombre mitjà de persones que vivien en cada família era de 3,02.
Per edats la població es repartia de la següent manera: un 25,8% tenia menys de 18 anys, un 9,1% entre 18 i 24, un 29,1% entre 25 i 44, un 20% de 45 a 60 i un 16% 65 anys o més.
L'edat mediana era de 35 anys. Per cada 100 dones de 18 o més anys hi havia 83,1 homes.
La renda mediana per habitatge era de 31.213 $ i la renda mediana per família de 37.910$. Els homes tenien una renda mediana de 33.083 $ mentre que les dones 22.485 $. La renda per capita de la població era de 16.817 $. Aproximadament el 14,7% de les famílies i el 18,7% de la població estaven per davall del llindar de pobresa.

## Poblacions properes
El següent diagrama mostra les poblacions més properes.